# Mission Bassin minier
 (octobre 2016).
Si vous disposez d'ouvrages ou d'articles de référence ou si vous connaissez des sites web de qualité traitant du thème abordé ici, merci de compléter l'article en donnant les références utiles à sa vérifiabilité et en les liant à la section « Notes et références ».
La Mission Bassin minier est un organisme d'ingénierie de développement et d'aménagement du territoire, créé dans le cadre du Contrat de plan État-région 2000-2006, à la suite d'une décision interministérielle, pour appuyer la mise en œuvre d'un programme global de restructuration urbaine, sociale, économique et écologique du bassin minier du Nord-Pas-de-Calais à la suite de la fermeture des mines de charbon. Elle est portée par une association loi de 1901 créée en mai 2000. Elle intègre des représentants des différentes structures qui contribuent à son fonctionnement (Etat, région des Hauts-de-France, départements du Nord et du Pas-de-Calais, structures intercommunales, Association des communes minières du Nord-Pas-de-Calais) et des membres associés (Caisse des Dépôts et Consignations, Parc naturel régional Scarpe-Escaut).

## Historique
Dans les années 1992-1993, Jean-François Caron, conseiller régional du Nord-Pas-de-Calais, crée une association, « les Assises du bassin minier ». Il s’agit de commencer à penser l’après-charbon.
En juillet 1996, le Conseil régional du Nord-Pas-de-Calais, sous la présidence de Marie-Christine Blandin, prend l’initiative de lancer la Conférence permanente du bassin minier, pour développer une nouvelle approche territorialisée des problèmes d’aménagement et de développement du bassin minier du Nord-Pas-de-Calais après la fermeture des mines. La Conférence permanente est animée par Jean-François Caron, alors conseiller régional et conseiller municipal de Loos-en-Gohelle. Elle est suivie par un comité de pilotage, composé de représentants des collectivités (la Région, les Départements, les structures intercommunales), de l’État et de personnalités non élues (universitaires, un chef d’entreprise, un membre de la Fédération Nord/Nature...).
Le 8 février 1997, la séance de lancement rassemble 500 personnes autour de cinq ateliers :  "Environnement et cadre de vie" ; "Les hommes et les femmes du bassin minier au cours d’une mutation de société " (divisé en trois sous-groupes : "Individus, familles et société" ; "Pratiques collectives et culturelles" ; "Formation"). De la mi-mars à la mi-juillet 1997, 29 séances de travail sont tenues sur l’ensemble des quatre arrondissements miniers. Elles ont rassemblé 1 000 inscrits, venant d’horizons divers.
Ces séances aboutissent à la sortie d'un Livre blanc.
Le livre blanc est publié en novembre 1997. C'est un document de 24 pages programmant 8 chantiers :
- Chantier 1 : L'organisation raisonnée des pouvoirs ;
- Chantier 2 : Les sorties des concessions minières ;
- Chantier 3 : Environnement ;
- Chantier 4 : L'espace ;
- Chantier 5 : L'homme ;
- Chantier 6 : Vie associative culture et sport ;
- Chantier 7 : La formation et la recherche ;
- Chantier 8 : L'économie au cœur de l'emploi.

Le 2 octobre 1998, des actions prioritaires sont soumises au comité de pilotage conduit par Michel Delebarre, Président de région et Jean-François Caron, Vice-président. Le 15 décembre 1998, le Comité interministériel d'aménagement et de développement du territoire reprend la plupart des actions définies dans le livre blanc et décide de la mise en place d'une mission technique d'appui au service des collectivités du bassin minier. Elle débouche sur la création de la Mission bassin minier Nord - Pas-de-Calais, active à compter du 1er mai 2000. Initialement installée pour une durée de six ans, elle a été régulièrement reconduite depuis lors.
Le 1er janvier 2013, la Mission Bassin minier est désignée pour être la structure partenaire de gestion du prestigieux Label UNESCO attribué au Bassin minier du Nord-Pas-de-Calais, le 30 juin 2012, inscrit sur la Liste du Patrimoine mondial au titre de "Paysages culturels Évolutifs". Ses statuts sont modifiés afin de prendre acte de la fusion avec l'association de portage de la candidature Bassin Minier Uni.
L'acte 2 du libre blanc est dévoilé le 16 décembre 2013 au Métaphone de Oignies avec une base de 100 propositions.
L'assistance technique de la Mission Bassin minier s'inscrit alors dans 10 chantiers thématiques :
- l'urbanisme durable ;
- le patrimoine (UNESCO) ;
- les grands projets structurants ;
- l'observation socio-économique ;
- les transports-déplacements ;
- l'environnement et les risques ;
- la Trame verte et bleue du bassin minier ;
- l'Aire métropolitaine de Lille (AML) ;
- les programmes européens et la coopération internationale ;
- la communication et la promotion du territoire.

## Organigramme

### L'assemblée
L'assemblée est constituée de 8 membres du Conseil régional du Nord-Pas-de-Calais, 4 membres du Conseil départemental du Nord, 4 membres du Conseil départemental du Pas-de-Calais, 8 membres de l'association des maires du Nord et du Pas-de-Calais et 8 membres représentant les services de l'état dont les sous-préfets de Béthune; Douai; Lens; Valenciennes, 14 membres adhérents et 2 membres associés.

### Conseil d'administration
Le conseil d'Administration est constitué de4 membres du Conseil régional du Nord-Pas-de-Calais, 2 membres du Conseil départemental du Nord, 2 membres du Conseil départemental du Pas-de-Calais, 4 membres représentant les services de l'état, 4 membres de l'association des maires du Nord et du Pas-de-calais , 7 membres adhérents.

### Le bureau
Cathy Apourceau-Poly, Jean-François Caron, Salvatore Castiglione, Aymeric Robin

### Présidence
- Depuis l'origine jusqu'en 2014, Gilbert Rolos, Conseiller régional, maire de Sallaumines ;
- depuis le 26 juin 2014 Cathy Apourceau-Poly, membre de l'ACOM, sénatrice du Pas-de-Calais,  Conseillère à Avion[5].

### L'équipe technique
la Mission Bassin minier est constituée d'une équipe technique de 16 personnes, dirigée par Catherine Bertram. Regroupée autour de 4 pôles qui sont l'observation-prospective, l'aménagement du territoire - la planification, le développement opérationnel et le développement territorial.

## Identité visuel
Les logos successifs évoquent la silhouette d'un puis deux terrils coniques, caractéristiques du paysage du bassin minier.

Logo des années 2000-2010.
Logo des années 2020.

### liens externes
- Site officiel